# أوليفييه بلونديل
أوليفييه بلونديل (بالفرنسية: Olivier Blondel) (مواليد 9 يوليو 1979 في مونت سانت إينيان - فرنسا) لاعب كرة قدم فرنسي يلعب حاليا لصالح نادي الدرجة الأولى تولوز الفرنسي منذ 2008 في مركز حارس مرمى .

## روابط خارجية
- أوليفييه بلونديل على موقع رابطة كرة القدم الفرنسية للمحترفين (الإنجليزية)
- أوليفييه بلونديل على موقع قاعدة بيانات كرة القدم.إي يو (الإنجليزية)
- أوليفييه بلونديل على موقع ليكيب (الفرنسية)
- أوليفييه بلونديل على موقع Soccerway.com (الإنجليزية)
- أوليفييه بلونديل على موقع عالم كرة القدم.نت (الإنجليزية)
- أوليفييه بلونديل على موقع كووورة
- أوليفييه بلونديل على موقع AS.com (الإسبانية)